# Високе (Томаківська селищна громада)
Високе (до 2016 року — Володимирівка) — село в Україні, у Томаківській селищній громаді Нікопольського району Дніпропетровської області.
До 2016 року орган місцевого самоврядування — Володимирівська сільська рада. Населення — 905 мешканців.

## Географія
Село Високе розташоване на відстані 1 км від села Степанівка, за 1,5 км від села Новомиколаївка та за 2 км від сіл Запорізьке і Новоукраїнка. Поруч проходить автомобільна дорога Т 0420.

## Історія
Заснування Високого сягає 1924—1925 років. Зі слів старожилів та краєзнавців,-першими мешканцями його були вихідці з Томаківки, а село назвали в честь першого жителя Володимира.
З УРСР на території Володимирівки розміщена центральна садиба колгоспу «Україна», за яким закріплено 6450 га сільськогосподарських угідь, у тому числі 6048 га орних земель. Господарство — зернової та м'ясо-молочного напрямку. За високі виробничі показники, досягнуті в соціалістичному змаганні на честь 50-річчя Великого Жовтня, колгоспу вручено на вічне зберігання пам'ятний Червоний прапор ЦК КПРС, Президії Верховної Ради СРСР, Ради Міністрів СРСР, ВЦРПС і ЦК ВЛКСМ.

## Населення
Згідно з переписом УРСР 1989 року чисельність наявного населення села становила 939 осіб, з яких 428 чоловіків та 511 жінок.
За переписом населення України 2001 року в селі мешкало 907 осіб.

### Мова
Розподіл населення за рідною мовою за даними перепису 2001 року:
| Мова       | Відсоток |
| ---------- | -------- |
| українська | 92,71 %  |
| російська  | 5,41 %   |
| білоруська | 0,55 %   |
| інші       | 1,33 %   |

## Сьогодення
У селі — середня школа, де 23 вчителі навчають 274 учнів, будинок культури із залом на 550 місць, бібліотека з фондом 15 371 книга, медпункт, дитячі ясла на 30 місць, відділення зв'язку, ощадна каса, 5 магазинів, сільпо, що об'єднує 16 торгових точок, кафе.